# Мохаммед, Умар
Умар Мохаммед (англ. Umar Mohammed; род. 11 декабря 2002, Гана) — ганский футболист, защитник клуба «Ильвес».

## Карьера

### «Медеама»
В марте 2022 года футболист перешёл в ганский клуб «Медеама», с которым подписал контракт до февраля 2025 года. Дебютировал за клуб в Премьер-лиге 10 апреля 2022 года в матче против клуба «Реал Тамале». В следующем своём матче 17 апреля 2022 года против клуба «Легон Ситиз» футболист заработал себе сначала предупреждение, а затем и получил красную карточку и покинул поле. Затем футболист за клуб больше не сыграл. Летом 2022 года покинул клуб.

### «Ильвес»
Летом 2022 года футболист проходил просмотр в финском клубе «Ильвес». В январе 2023 года футболист снова вернулся в финский клуб с которым затем продолжил тренироваться. Дебютировал за клуб 28 января 2023 года в матче Кубка финской лиги против клуба «Оулу», выйдя на замену на 79 минуте. В феврале 2023 года футболист официально был представлен в клубе, с которым подписал контракт на год с опцией продления ещё на сезон. В матче 11 февраля 2023 года против клуба КуПС отличился свой дебютной результативной передачей за клуб. Первый матч в рамках чемпионата сыграл 15 апреля 2023 года против «Интера». В мае 2023 года отправился выступать также за вторую команду финского клуба, где свой первый матч сыграл 6 мая 2023 года против клуба «Тампере Юнайтед», заработав также удаление. На протяжении сезона футболист был одним из основных игроков клуба. Стал обладателем Кубка Финляндии, где в финале 30 сентября 2023 года одержал победу над клубом «Хонка». По итогу чемпионата футболист вместе с клубом отправился в раунд за сохранение прописки, где занял второе место.
В ноябре 2023 года футболист продлил контракт с клубом ещё на сезон. Новый сезон футболист начал 27 января 2024 года с матча Кубка финской лиги против клуба КуПС, выйдя на поле в стартовом составе. Первый матч в чемпионате футболист сыграл 13 апреля 2024 года против клуба «Гнистан», выйдя на замену на 57 минуте.

## Достижения
«Ильвес»
- Обладатель Кубка Финляндии: 2023